# Deividas Šemberas
Deividas Šemberas (ur. 2 sierpnia 1978 w Kownie) – litewski piłkarz, występujący na pozycji obrońcy.
W trakcie kariery Šemberas reprezentował barwy zespołów rosyjskich Dinamo Moskwa, CSKA Moskwa i Ałanija Władykaukaz. Karierę rozpoczynał i skończył w Żalgirisie Wilno. W sezonie 2005 jako drugi litewski piłkarz w historii wywalczył europejskie trofeum, zwyciężając wraz z zespołem CSKA w Pucharze UEFA. Deividas znajduje się również na drugim miejscu pod względem liczby występów w kadrze narodowej (stan na 28 marca 2018). 28 listopada 2015 roku rozegrał ostatni mecz ligowy w karierze, a jego Žalgiris pokonał FK Trakai 3:0.